# Falklandy (osiedle)
Osiedle Witolda Budryka, Falklandy – osiedle mieszkaniowe położone na granicy dwóch miast w województwie śląskim: Chorzowa i Siemianowic Śląskich. Na terenie Chorzowa znajdują się trzy bloki (ul. W. Budryka 1, 3 i 9), a na terenie Siemianowic Śląskich jest ich pięć (ul. W. Budryka 6, 8, 10, 12 i 14). Znajdująca się na osiedlu granica pomiędzy Chorzowem a Siemianowicami przebiega wzdłuż ulicy.
Po chorzowskiej stronie osiedla znajduje się sklep wielobranżowy, a budynki mieszkaniowe po tej stronie zarządzane są przez Spółdzielnię Mieszkaniową FABUD. Po siemianowickiej stronie osiedla, według stanu z połowy grudnia 2020 roku, znajduje się m.in. sklep spożywczy, dostawca urządzeń do piekarń i producent miodu. Znajduje się tu też jedyna na osiedlu placówka oświatowa – Zespół Szkół Ogólnokształcących i Zawodowych w Siemianowicach Śląskich. Szkoła ta ma swój początek w 1945 roku jako szkoła górnicza, a 1 września 2002 roku powołano ZSOiZ. Obszar osiedla w siemianowickiej części jest miejscem rozwoju nowego budownictwa mieszkaniowego.
Przy osiedlu, po siemianowickiej stronie znajduje się przystanek autobusowy Michałkowice Budryka, obsługiwany przez linie 74 i 222 na zlecenie Zarządu Transportu Metropolitalnego (ZTM). Linie te łączą osiedle z innymi dzielnicami Siemianowic Śląskich (Centrum, Bytków, Bańgów) i Chorzowa (Centrum, Maciejkowice, Chorzów Stary, Chorzów-Batory, Niedźwiedziniec), a także z Katowicami (Wełnowiec-Józefowiec, Zawodzie, Szopienice-Burowiec, Dąbrówka Mała) i de facto z Rudą Śląską (Kochłowice, rejon ronda Gębały).